# Sam Winchester
Samuel "Sam" William Winchester (Sammy) és un dels dos protagonistes de la sèrie Supernatural, és interpretat per Jared Padalecki, i per Colin Ford en la seva versió més jove.

## Biografia
Samuel William Winchester va néixer el 2 de maig de 1983 a Lawrence, Kansas. La seva família directa es compon dels seus pares, John Winchester i Mary Winchester (Campbell), i el seu germà Dean, quatre anys major que ell. En complir Sammy sis mesos, la tragèdia va caure sobre la família. Un dimoni conegut com a Azazel, mata a la seva mare cruelment, cremant-la viva en el sostre de l'habitació del petit. Des d'aquest moment, el seu pare, s'obsessiona amb saber qui o què li va llevar la vida a la seva dona i dedica la major part de la seva vida a trobar-ho, convertint-se en caçador de criatures sobrenaturals al llarg del país, per donar amb el que va matar a la seva esposa. Educant als seus fills en aquest tipus de vida.
En créixer, Sam es converteix en un noi bastant maco i independent i quan per fi es fa adult, decideix portar la seva pròpia vida, no vol ser caçador tal com ha fet el seu germà, seguint els passos del seu pare. Vol anar a la universitat i convertir-se en advocat. Quan marxa, té una forta confrontació amb el seu pare, amb qui no tornarà a parlar durant més de dos anys. A la universitat coneix a Jessica Moore, qui es convertirà en la seva núvia i amb la qual arriba fins i tot a compartir apartament. Però la seva vida torna a donar un complet gir quan una nit apareix Dean i li diu que el seu pare és a una cacera de la qual encara no ha tornat i que necessita la seva ajuda per trobar-lo. Sam accepta a acompanyar-lo, posant com a condició el tornar, ja que tenia un examen important per aconseguir una beca d'estudis.
En passar els dos dies i no tenir cap nova pista del parador del seu pare, excepte unes coordenades per complir una nova cacera, Sam torna a casa, només per trobar-se que Jessica està al sostre i veure-la morir de la mateixa forma que la seva mare. De sorpresa, Dean apareix i l'ajuda a sortir de la casa en flames, així com ho va fer quan eren petits. Sam decideix acompanyar al seu germà fins a trobar al seu pare i acabar amb el dimoni d'ulls grocs, el qual va matar a la seva núvia i a la seva mare.

## La relació amb Dean
En la primera temporada els germans són bastant llunyans l'un de l'altre. Es mostra a un Dean faldiller i irresponsable, el qual escolta sempre els mateixos casettes de Rock clàssic i sol bromejar amb freqüència. Sam, d'altra banda, es veu com un noi estudiós i independent que porta uns anys allunyat de la seva família, i que prefereix mantenir-se distanciat del negoci familiar, podent mantenir així una relació estable i una vida gairebé resolta (cosa que canvia amb la mort de la seva núvia Jessica, la qual fa emergir el sentiment de venjança, que el fa deixar la universitat i anar-se'n amb Dean).
Des del moment en el qual s'embarca amb el seu germà, Sam s'adona que són terriblement diferents. Es mostra poc inclinat a tenir una relació de germans, dient que, quan trobessin al dimoni d'ulls grocs i poguessin matar-lo, tornaria a estudiar dret. Dean sempre ha seguit les ordres del seu pare, i Sam baralla amb bastant freqüència amb ell per aquesta mateixa raó.
Malgrat totes les seves diferències, això canvia. Conforme passa el temps i els episodis, s'acostuma a Dean i viceversa. Barallen menys seguit, s'ajuden l'un a altre i comencen a realment comportar-se com una família. Es converteixen en germans units, tant així que arriscarien la seva vida per l'altre sense pensar-ho. Sempre que la vida de Dean estigui en perill, Sam usarà totes les seves possibilitats per ajudar-o, encara que això inclogui perdre la vida. I això mateix farà Dean, ja que són l'única cosa que tenen i sempre es posaran primer el protegir-se l'un a l'altre. Avançades les temporades, això donarà diversos problemes, ja que la independència que es forma entre els dos no mesura conseqüències. Començant una sèrie d'esdeveniments que fa que tercers surtin ferits.
La relació entre els dos té els seus alts i baixos, danyant-se moltes vegades per mentides comeses per ambdues parts, però a través de la sèrie comencen a evolucionar com a personatges, sent els dos més madurs, acceptant més responsabilitats i deixant de costat les mentides, les quals ja havien fet massa mal. La dependència mútua mai canvia. "Cuida de Sammy" és una cosa que està gravada amb foc en la personalitat i moral de Dean, igual que el "jo també puc protegir-te" de Sam.

## La relació amb John
La relació amb el seu pare, no va ser fàcil des del moment en el qual va dir que volia marxar a la universitat. John tenia tanta por de perdre al seu petit Sammy, que no es va adonar que havia de deixar a Sam partir a fer la seva pròpia vida. Sam va creure que el seu pare no el deixava anar-se'n perquè ell creia que no ser un caçador era com una traïció a la família, quan en realitat, John només tenia por que estigués poc preparat i que s'acostumés a una vida normal, ja que seria presa fàcil per a qualsevol dimoni o criatura. A partir d'aquest moment pare i fill van deixar de parlar-se. Però això no evita que John tan bon punt, passés per la universitat sense avisar a veure des de lluny com estava el seu fill.
Als moments en els quals els tres s'ajunten, les disputes apareixen ràpid, perquè mentre Dean està disposat a seguir les directrius del seu pare al peu de la lletra i sense preguntar (Segons el seu germà, com un petit i bon soldat), Sam no està disposat a tornar a obeir sense més i intenta aconseguir respostes i justificacions. Justificacions que, per descomptat, John no està disposat a donar-li.
No obstant això, tal com diuen en més d'una ocasió, John i Sam són molt més semblants del que ells creuen, motiu pel qual es produeixen tots els seus enfrontaments. A part d'unir-los la pèrdua de les seves estimades, tan Sam com John estan disposats a sacrificar-se si és necessari per acabar amb el dimoni, sense importar-los perdre la vida per aconseguir els seus objectius. Malgrat ser tan semblants mai van aconseguir fer veritablement bé les paus, i quan John mor, Sam es penedeix per no haver quedat en bons termes.

## Primera mort i Resurrecció
En els últims capítols de la segona temporada, Sam juntament amb els altres nois de la seva generació són segrestats per Azazel i reunits en un lloc apartat, on només un deu sortir amb vida. Allí Azazel li mostra en un somni que la raó per la qual ell i els altres nois tenen poders psíquics és que ell els va donar a beure de la seva sang quan eren uns bebès. Conforme passen les hores tancats, els nois comencen a matar-se els uns als altres, i al final, quan Dean per fi ha descobert on està Sam, l'últim supervivent a més de Sam, un soldat portat des de l'Afganistan, clava un ganivet en la seva esquena enfront de Bobby i Dean. El germà menor mor en els braços del seu germà major.
Al cap d'una setmana, Dean es nega a enterrar a Sam, i en la seva desesperació, corre a buscar a un dimoni per fer un tracte: reviure a Sam a canvi de la seva ànima. La dimoni accepta i li dona un any de vida, malgrat l'oposició i retret de Bobby. Sam reviu i al costat de Dean i Bobby busquen a Azazel. Sam mata al seu assassí, però descobreix que aquest l'havia matat i, per tant, Dean va fer un tracte per salvar-lo. Azazel usa la Colt per obrir, el portal a l'infern i alliberar a tots els dimonis, al moment en el qual aquest anava a matar a Dean, apareix l'esperit de John, el seu pare, qui els ajuda, finalment Dean, usant L'última bala de la colt, mata a Azazel, la seva següent missió va ser buscar a Lilith i detenir-la abans que es complís el termini per poder salvar a Dean de l'infern alguna cosa que no aconseguiria.

## Transformació de Sam
En la quarta temporada, Sam es distancia notablement del seu germà, la relació entre els Winchesters es veu severament danyada quan el menor comença a mentir-li i ocultar-li coses a Dean aconseguint que aquest perdi la confiança en ell. Per a Dean va ser un dur cop el canvi de Sam doncs sempre es va negar a creure que en el seu germà menor existís una sola gota de maldat. Els conflictes entre tots dos arriben al grau que Sam, en diverses ocasions, tracte de manera bastant freda a Dean i intenta anar pel seu compte (efecte de la sang de dimoni), causant en Dean una profunda desil·lusió, ja que sent que Sam prefereix confiar en Ruby abans que en el seu propi germà. Malgrat tot això, Dean no es rendeix i en cap moment deixa de lluitar per recuperar-lo i salvar-lo, encara que per a això hagi d'enfrontar-se a ell.
Una de les causes del canvi de Sam va ser la seva relació amb Ruby, qui l'ajuda a millorar els seus poders psíquics donant-li a beure sang de dimoni. Gràcies a això podia exorcitzar i fins i tot matar dimonis amb la seva ment. Sam ho va veure pel costat positiu tot el temps, fins que es va tornar addicte a la sang i considerablement més violent. Dean descobreix el de la sang més tard i juntament amb Bobby el tanquen contra la seva voluntat en una habitació del pànic, perquè pugui desintoxicar-se. Al final, es descobreix que Ruby mai va pensar ajudar-los, si no tot el contrari. El seu objectiu era manipular-lo perquè es convertís en un monstre i fes el treball brut, trencant els 66 segells i alliberant a Llucifer de la caixa infernal en la qual Déu ho havia tancat.

## Lluita contra Llucifer
En la sèrie s'ha vist a Sam ser persuadit per dimonis, àngels entre altres per dir "sí" a Llucifer, ja que ell és el recipient en el qual Llucifer pot entrar per a una lluita contra el seu germà major, l'arcàngel Miguel, el qual deslligaria l'inici de l'Apocalipsi. La raó per la qual Sam és l'ens de Llucifer és molt senzilla, ell i el seu germà major Dean reflecteixen la relació amb el seu pare, la mateixa que tenen Miguel i Llucifer amb Déu. D'una banda, Dean seguiria les ordres del seu pare sense qüestionar-lo igual que Miguel, mentre que Sam és aquell germà que qüestiona els desitjos del seu pare rebel·lant-se davant ell igual que Llucifer. Però el que també els uneix és que tots dos senten un sentiment d'amor cap al seu pare.
Després de la mort de l'arcàngel Gabriel a les mans de Llucifer, reben d'ell unes instruccions les quals els diuen que poden tancar a Llucifer en la mateixa gàbia en la qual estava tancat, si aconsegueixen els anells dels 4 genets (Mort, Guerra, Gana i Pestilència) i aconsegueixen empènye'l cap a la gàbia. Amb aquesta informació els germans Winchester busquen obtenir els dos anells faltants, perquè ja tenien els anells de Gana i Guerra. En els últims episodis de la cinquena temporada, Sam concep un pla per poder tancar a Llucifer: dir-li "sí" a Llucifer i d'alguna manera reprendre el control sobre el seu cos per poder saltar a la gàbia. Encara que el grup està en contra d'aquesta idea, no veuen més opcions. Per preparar a Sam, deu beure sang de dimoni per millorar els seus poders psíquics. Quan confronten a Llucifer a Detroit, aquest no es troba sorprès amb la decisió de Sam doncs ell sabia dels seus plans; llavors aquest li diu que si el venç en la ment ell entrarà a la gàbia, però si perd ell el controlarà. Sam accepta, però el poder de Llucifer és major, la qual cosa fa que els seus intents en la seva ment siguin en va. Llucifer li mostra a Sam que ell el va estar preparant des del principi, ja que diverses persones que ell coneixia i eren amics d'ell van resultar ser dimonis controlats per Llucifer, la qual cosa fa que Sam perdi el control i mati a tots els dimonis.
Llucifer llavors es presenta per enfrontar-se contra el seu germà Miguel en el cos d'Adam, malgrat que la idea original fos el de Dean, per donar inici a l'Apocalipsi. Just abans d'iniciar la baralla entre arcàngels, Dean arriba al lloc i intenta parlar amb Sam, qui està sent controlat per Llucifer. Malgrat la negativa de tots dos arcàngels, Castiel apareix i llança una molotov de foc sagrat a Miguel, incinerant-lo. Bobby i Castiel els donen 5 minuts perquè parli amb ell, fent enfurir a Llucifer el qual acaba matant als dos. Dean intenta parlar amb Sam en va, al mateix temps Llucifer li dona una pallissa. Quan Llucifer es disposa a matar a Dean observa un soldedet de plàstic en el cendrer del cotxe, la qual cosa fa que Sam recordi tots els moments viscuts amb el seu germà, recuperant el control del seu cos i intenta entrar a la gàbia. Però en aquest instant Miguel intenta impedir-ho, ja que la seva destinació era lluitar amb el seu germà, però Sam l'arrossega al costat d'ell, Adam i Llucifer a la gàbia, i són segellats.
Al final de l'últim episodi de la cinquena temporada es pot veure a Sam observant des de lluny la casa on viu Dean amb Lisa i el seu fill.

## Ànima
En la sisena temporada quan Sam surt de l'infern amb ajuda de Crowley. Dean nota que Sam actua de forma diferent fins i tot portant-lo a pensar que ell no era el seu germà sinó una altra cosa pitjor, una de les seves principals teories va ser que Sam era Llucifer. Després és revelat per Castiel que Sam no té ànima, i que és possible que la seva ànima estigui sent torturada en la gàbia per Miguel i Llucifer. El responsable seria Crowley que amenaça als germans Winchester amb no retornar l'ànima de Sam si no atrapen "alfas" (el primer monstre de la seva respectiva espècie) i aconsegueixen la porta al Purgatori, o el que és pitjor, retornarà a l'infern. Sam sense ànima obté el que per a ell són alguns avantatges com no dormir, ser més fort i millor caçador, no sentir cap mena de remordiment ni un altre sentiment i no tenir consciència, per això Dean es torna la seva nova consciència i l'ajudarà a recuperar la seva ànima.
Després de fer un tracte amb la Mort, Dean aconsegueix recuperar-li l'ànima al seu germà. Mort li adverteix a Sam que ha posat una paret mental per bloquejar els records del viscut en l'infern i els records del seu any sense ànima, assenyalant-li que no deu pensar en això, a causa que la paret es podria enfonsar i arruïnar a Sam per sempre. A mesura que la temporada avança podem veure com Sam comença a tenir records i al·lusions al viscut en l'infern i al seu any sense ànima. El que el porta a assabentar-se de coses que millor no saber.
Passada la temporada descobrim els plans que Crowley i Castiel tenen junts, aconseguir la suficient quantitat d'ànimes com per vèncer a l'arcàngel Raphael això els porta a obrir el purgatori. Assabentats d'això Sam i Dean fan l'impossible per detenir-lo, intentant entrar en raó amb Castiel, però aquest només empitjora les coses i trenca la paret que Sam té en el seu cap només per donar-se més temps i complir amb la seva missió.
Això ens porta al final de temporada en la qual Sam s'endinsa en una espècie de somni en el seu subconscient, en el qual deu barallar contra les seves altres personalitats o "memòries" ocultes darrere de la paret, i en matar-les "" absorbir així els records. Sent aquestes dues "personalitats" les memòries de l'any sense ànima, i les memòries de l'ocorregut a l'infern. Després de matar a totes les personalitats Sam desperta i va on Dean i Bobby estan intentant parar a Castiel perquè no obri les portes del Purgatori. En el seu intent fallit es pot veure com Sam lluita per mantenir-se si més no dempeus.

## Els Leviatans
En la setena temporada ens endinsem a aquesta mitologia en la qual a mesura que anem descobrint els capítols, veiem com Sam empitjora cada vegada més. Té al·lucinacions que li fan perdre el cap. Quan Castiel l'ajuda, Sam es preocupa per ell, ja que sap el que està vivint. Ambdues històries estan paral·lelament relacionades.

## Dades rellevants de Sam
Si hi ha alguna cosa que caracteritzi al petit dels Winchester, és un ordinador portàtil. Mentre per a Dean, el seu amor pel Impala és incomparable, Sam no anirà a cap costat sense el seu portàtil, indispensable, d'altra banda, per a la majoria de les seves recerques.
Si la major fòbia de Dean són els avions, en el cas de Sam, el seu major terror, són els pallassos, por a la que ha d'enfrontar-se repetides vegades.
Conforme anem coneixent al personatge, es va descobrint que té algun tipus de poders mentals, igual que uns altres dels nens de la seva generació. Aquest tema, forma part de la mitologia central de les dues primeres temporades. Explotant al màxim en la tercera i quarta on se li dona el peu al desenllaç amb la cinquena, on tot cobra sentit.
Fa amics amb facilitat i sol ser bó parlant amb les persones.
En la tercera temporada es veu un Flashback de quan els germans eren petits. És nadal i Sam li regala a Dean el que li anava a regalar al seu pare, el qual no va arribar a passar el nadal amb ells, encara que ho hagués promès. El regal és un collaret, que conté un amulet, que més tard es reconeix com "Samulet"  té el poder de pressentir quan Déu està a prop i il·luminar-se en la seva presència, alguna cosa que veiem en la temporada onze.
Sam canvia de tallat de cabells en cada temporada. Usa comunament camises a quadres i camperes folgades.
Dean sol anomenar afectuosament "Sammy" al seu germà menor, cosa que al principi de la sèrie molestava bastant a aquest últim, però finalment Sam ho accepta encara que deixa clar a qualsevol altra persona que aquest és un privilegi exclusiu de Dean Winchester.
Igual que el seu germà, Sam té en la part esquerra del seu pit un tatuatge (idèntic al de Dean) que els protegeix de possessions demoníaques.
Ha mort diverses vegades i ha estat tant al cel com a l'infern i fins al purgatori. Fins i tot durant els capítols 6x01 fins a 6x12, es troba sense ànima.
En l'episodi 11 x 23 "Alpha and Omega" es veu el mur on es troba tota la informació dels Winchester de Lady Toni Bevell, es pot veure el certificat de naixement de Sam, allí es llegeix el seu nom complet: Samuel William Winchester.